# Truth: Red, White & Black
A Truth: Red, White & Black egy mini-képregénysorozat, mely 2003-ban jelent meg a Marvel Comics kiadásában az Amerikai Egyesült Államokban. A minisorozat a kiadó egyik legrégibb és legismertebb szereplőjével, Amerika Kapitánnyal kapcsolatos retcon történetet tartalmaz, melynek azonban ő maga csak mellékszereplője és csak néhány képkockán jelenik meg. A cselekmény központjában egy osztag afroamerikai katona áll, akiken az Egyesült Államok kormánya egy új szuperkatona-szérum tesztelését folytatja a második világháború alatt. A minisorozat írója Robert Morales, rajzolója Kyle Baker.